# Ergys Kaçe
Ergys Kaçe [ergys kače] (* 8. července 1993 Korçë) je albánský fotbalový záložník a reprezentant, od roku 2010 působící v řeckém klubu PAOK FC. V zahraničí působil na klubové úrovni v Řecku a Česku. Hraje na postu defenzivního záložníka. Dorozumí se řecky a částečně anglicky.

## Klubová kariéra
Ergys Kaçe se narodil v albánském městě Korçë. Od svých třech let žil v Řecku. Svoji fotbalovou kariéru začal v Achilleasu Triandrias. Ve dvanácti letech přestoupil do PAOKu z města Soluň.

### PAOK FC
V létě 2010 se propracoval do prvního mužstva. V sezoně 2011/12 působil na hostování v týmu Anagennisi Epanomis. Následně se stal oporou PAOKu, se kterým později prodloužil smlouvu do roku 2020. V zimním přestupovém období ročníku 2015/16 se o Kaçeho údajně zajímal italský klub Inter Milán.

### Anagennisi Epanomis (hostování)
Před ročníkem 2011/12 odešel kvůli větší vytíženosti hostovat do Anagennisu Epanomis. Během roku za celek odehrál 19 ligových zápasů, ve kterých vstřelil jeden gól.

### FC Viktoria Plzeň (hostování)
V srpnu 2016 posílil na roční hostování s opcí české mužstvo FC Viktoria Plzeň zažívající nepovedený vstup do sezony 2016/17. Své nové angažmá komentoval slovy: „Chci zkusit něco jiného, otevírá se přede mnou nová kapitola.“
S Plzní se představil ve skupinové fázi Evropské ligy UEFA, kde byla Viktorka nalosována do základní skupiny E společně s AS Řím (Itálie), Austria Vídeň (Rakousko) a FC Astra Giurgiu (Rumunsko). V 1. kole skupinové fáze EL se Viktoria střetla 15. 9. 2016 na domácí půdě s AS Řím (remíza 1:1), Kaçe odehrál celý zápas. K dalšímu zápasu základní skupiny cestovala Plzeň 29. září 2016 do Rakouska, kde se střetla s Austrií Vídeň. Kaçe nastoupil v základní sestavě a hrál do 90. minuty, střetnutí skončilo bezbrankovou remízou. 20. 10. 2016 podlehla Plzeň s Kaçem v základní sestavě Astře Giurgiu 1:2. V Odvetě hrané 3. listopadu 2016 na hřišti Astry předvedla Viktorka velmi kvalitní výkon, ale v konečném důsledku jen remizovala se soupeřem 1:1. V prosinci 2016 mu bylo hostování v Plzni z disciplinárních důvodů předčasně ukončeno. Za Viktorii odehrál na podzim 2016 4 ligové zápasy, branku nevstřelil.

## Klubové statistiky
Aktuální k 11. únoru 2017
| Sezóna  | Klub                        | Soutěž             | Zápasy | Góly |
| ------- | --------------------------- | ------------------ | ------ | ---- |
| 2010/11 | PAOK FC                     | Superliga          | 1      | 0    |
| 2011/12 | Anagennisi Epanomis (host.) | 2. liga            | 19     | 1    |
| 2012/13 | PAOK FC                     | Superliga          | 31     | 1    |
| 2013/14 | PAOK FC                     | Superliga          | 19     | 1    |
| 2014/15 | PAOK FC                     | Superliga          | 30     | 4    |
| 2015/16 | PAOK FC                     | Superliga          | 21     | 0    |
| 2016/17 | FC Viktoria Plzeň (host.)   | ePojisteni.cz liga | 4      | 0    |
| 2016/17 | PAOK FC                     | Superliga          |        |      |

## Reprezentační kariéra
V letech 2011-13 nastupoval za albánskou mládežnickou reprezentaci do 21 let.

### Seniorská reprezentace

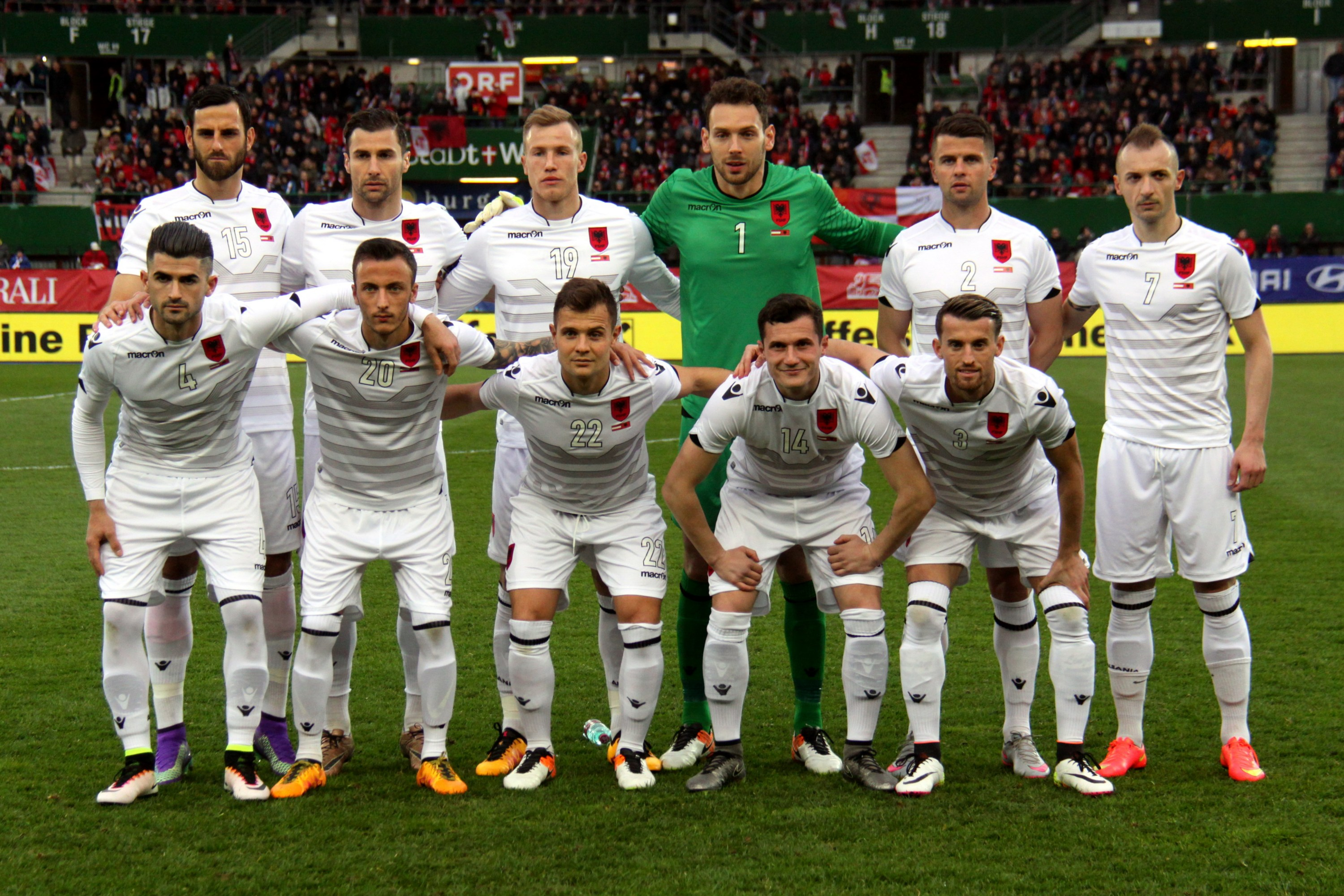
Fotografie albánské fotbalové reprezentace (2016), Ergys Kaçe je ve spodní řadě druhý zleva s číslem dresu 20

V A-mužstvu Albánie debutoval 7. 6. 2013 v kvalifikačním utkání v Tiraně proti týmu Norska (remíza 1:1). Italský trenér albánského národního týmu Gianni De Biasi jej vzal na EURO 2016 ve Francii. Na evropský šampionát se Albánie kvalifikovala poprvé v historii.

### Reprezentační zápasy a góly
Zápasy Ergyse Kaçeho v A-mužstvu Albánie.
| Rok                | Zápasy | Góly |
| ------------------ | ------ | ---- |
| 2013               | 6      | 1    |
| 2014               | 5      | 0    |
| 2015               | 2      | 1    |
| 2016               | 5      | 0    |
| Celkem             | 18     | 2    |
| Platí k 6. 9. 2016 |        |      |

Góly Ergyse Kaçeho v A-týmu albánské reprezentace
| 010                 | 14. 8. 2013 | Stadion Kombëtar Qemal Stafa, Tirana, Albánie | Arménie | 02:0 0(67.) | 2:0 | přátelský zápas |
| 02                  | 13. 6. 2015 | Elbasan Arena, Elbasan, Albánie               | Francie | 01:0 0(43.) | 1:0 | přátelský zápas |
| Platí k 24. 8. 2016 |             |                                               |         |             |     |                 |